# Wheldrake
Wheldrake est un village et une paroisse civile du Yorkshire du Nord, en Angleterre. Il est situé à une dizaine de kilomètres au sud-est de la ville d'York. Administrativement, il relève de l'autorité unitaire de la Cité d'York. Au recensement de 2011, il comptait 2 107 habitants.
Jusqu'en 1996, Wheldrake relevait du district de Selby.